# (73398) 2002 LN19
(73398) 2002 LN19 – planetoida z pasa głównego asteroid okrążająca Słońce w ciągu 3,58 lat w średniej odległości 2,34 j.a. Odkryta 6 czerwca 2002 roku.